# ديفيد موريسون (ضابط)
ديفيد موريسون (بالإنجليزية: David Morrison)‏ هو ضابط أسترالي، ولد في 24 مايو 1956 في كيرنز في أستراليا.

## وصلات خارجية
- دايفيد موريسون على موقع الموسوعة البريطانية (الإنجليزية)